# Fox McCloud
Fox McCloud (フォックス・マクラウド Fokkusu Makuraudo?) är hjälten i TV-spelsserien Star Fox. Han är en antropomorfisk räv och son till James McCloud, som blev dödad av den galne och ondsinte forskaren Andross många år innan spelen börjar. Fox beger sig därför till Venom för att hämnas sin far. Fox är pilot och ledare över Star Fox Team.

## Bakgrund
Sedan Fox skolår har han känt grodan Slippy Toad, som också är med i Star Fox-teamet. Peppy Hare, en annan medlem, blev Fox bekant med eftersom han arbetat i det tidigare Star Fox och nu är medlem i det nya teamet. Medlemmen Falco Lombardi är en skicklig flygare och expert i luften; det är troligtvis därför han ansluter sig till teamet. Fox är eftertraktad på grund av sina skickliga flygarkunskaper, och gick med i Star Fox-teamet eftersom de behövdes.

## Framträdande
I spelet Star Fox Adventures blir Fox förälskad i Krystal, en vacker, blå räv, när han upptäcker henne förseglad i en stor kristall som den onde General Scales låst in henne i. Detta spel skiljer sig från övriga Star Fox-spel eftersom det är ett äventyrsspel istället för ett Shoot 'em up-spel. Istället för att sitta i sitt skepp och skjuta på fiender tar Fox till hjälp av en magisk stav för att besegra sina fiender till fots.
Trots att Fox förälskar sig i Krystal i Star Fox Adventures, så ber han henne att lämna Star Fox-teamet i Star Fox Command eftersom han tycker att uppdragen utgör för stor fara för henne. Istället förenar hon sig med Star Wolf, Star Fox rivaliserande team. Det går dock inte att säga hur detta spel slutar eftersom det finns alternativa slut beroende på de val man gör i spelet.
I Star Fox: Assault utrotar Fox aparoids för att förhindra totalt kaos i Lylat-systemet.
Förutom i Star Fox-serien är Fox McCloud även med i Super Smash Bros.-serien. Han var med i originalspelet Super Smash Bros.. I Super Smash Bros. Melee dök han upp tillsammans med sin kamrat Falco Lombardi. Han dyker åter upp i Super Smash Bros. Brawl. Dessa spel tillför dock ingenting till Star Fox-spelens storyline.

### Fotnoter
1. ↑  Effie Karabuda (22 april 2016). ”Katastrofala kontroller förstör "Star Fox Zero"”. Nöjesbladet. Arkiverad från originalet den 18 augusti 2016. https://web.archive.org/web/20160818095547/http://spela.aftonbladet.se/2016/04/katastrofala-kontroller-forstor-star-fox-zero/. Läst 6 augusti 2016.